# 한국의 삼국 시대의 행정 구역
이 문서는 삼국 시대의 행정 구역에 대한 문서이다.

## 신라
- 상주(尙州) 주에 속한 현은 셋이다.

- 本昔里火縣(본석리화현) => 靑驍縣(청효현) => 今靑理縣(금청리현)
- 本達已縣(본달이현)/多已(다이) => 多仁縣(다인현)
- 本知乃彌知縣(본지내미지현)  => 化昌縣(화창현) 지금은 위치가 분명치 않다. (今未詳(금미상))

- 本水酒郡(본수주군) => 醴泉郡(예천군) => 지금의 今甫州(금보주)이다. 이 군에 속한 현은 넷이다.

- 本下枝縣(본하지현)  => 永安縣(영안현) => 今豐山縣(금풍산현)
- 本蘭山縣(본란산현)  => 安仁縣(안인현) 지금은 위치가 분명치 않다. (今未詳(금미상))
- 本近(본근) : 원래 근(건(巾)이라고도 한다)  => 嘉猷縣(가유현)

	品縣(품현) => 今山陽縣(금산양현)
- 本赤牙縣(본적아현) => 殷正縣(은정현) => 今殷豐縣(금은풍현)

- 本古陁耶郡(본고타야군) => 古昌郡(고창군) => 今安東府(금안동부). 이 군에 속한 현은 셋이다.

- 本一直縣(본일직현) => 直寧縣(직녕현) . 지금은 옛 이름을 다시 찾았다.
- 本熱兮縣(본열혜현)/이혜(或云泥兮(혹운니혜) => 日谿縣(일계현) 지금은 위치가 분명치 않다. (今未詳(금미상))
- 本仇火縣(본구화현)/고근(或云高近(혹운고근) => 高丘縣(고구현) 지금은 의성부(義城府)에 소속되어 있다.

- 本召文國(본소문국) => 聞韶郡(문소군) => 義城府(금의성부). 이 군에 속한 현은 넷이다.

- 本柒巴火縣(본칠파화현) => 眞寶縣(진보현) => 今甫城(금보성)
- 本阿火屋縣(본아화옥현)/병옥(幷屋) => 比屋縣(비옥현). 지금도 그대로 부른다.
- 本阿尸兮縣(본아시혜현)/아을혜(阿乙兮) => 安賢縣(안현현) => 今安定縣(금안정현)
- 本武冬彌知(본무동미지)/갈동미지(曷冬彌知) => 單密縣(단밀현). 지금도 그대로 부른다.

- 本一善郡(본일선군) => 嵩善郡(숭선군) => 今善州(금선주).이 군에 속한 현은 셋이다.

- 本芼兮縣(본모혜현) => 孝靈縣(효령현). 지금도 그대로 부른다.
- 尒同兮縣(이동혜현). 지금 분명치 않다.今未詳(금미상)
- 本奴同覓縣(본노동멱현)/여두멱(如豆覓) => 軍威縣(군위현) . 지금도 그대로 부른다.

- 甘文郡(치감문군)을 설치하였고 => 開寧郡(개령군) : 개령군은 옛날 감문소국(甘文小國)이었다. 이 군에 속한 현은 넷이다.

- 本今勿縣(본금물현)/음달(陰達) => 禦侮縣(어모현). 지금도 그대로 부른다.
- 金山縣(금산현)
- 本知品川縣(본지품천현) => 知禮縣(지예현/지례현). 지금도 그대로 부른다.
- 本茂山縣(본무산현) => 茂豐縣(무풍현) .지금도 그대로 부른다.

- 本吉同郡(본길동군) => 永同郡(영동군).지금도 그대로 부른다. 이 군에 속한 현은 둘이다.

- 本助比川縣(본조비천현) => 陽山縣(양산현).지금도 그대로 부른다.
- 本召羅縣(본소라현) => 黃澗縣(황간현). 지금도 그대로 부른다.

- 本古尸山郡(본고시산군) => 管城郡(관성군).지금도 그대로 부른다. 이 군에 속한 현은 둘이다.

- 本所利山縣(본소리산현) => 利山縣(리산현/이산현). 지금도 그대로 부른다.
- 本阿冬号縣(본아동호현) => 縣眞縣(현진현) => 今安邑縣(금안읍현)

- 本三年山郡(본삼 년산군) => 三年郡(삼 년군) => 今保齡郡(금보령군). 이 군에 속한 현은 둘이다.

- 本薩買縣(본살매현) => 淸川縣(청천현) . 지금도 그대로 부른다.
- 本屈縣(본굴현) => 耆山縣(기산현) => 今靑山縣(금청산현)

- 本古寧加耶國(본고영가야국)=> 古寧郡(고영군/고령군) => 爲古冬攬郡(위고동람군)/고릉현(古陵縣) => 今咸寧郡(금함영군/함령군). 이 군에 속한 현은 셋이다.

- 本加害縣(본가해현) => 嘉善縣(가선현) => 今加恩縣(금가은현)
- 本冠縣(본관현)/관문현(冠文縣) => 冠山縣(관산현) => 今聞慶縣(금문경현)
- 本虎側縣(본호측현) => 虎溪縣(호계현). 지금도 그대로 부른다.

- 本答達匕郡(본답달비군)/답달(沓達) => 化寧郡(화영군/화령군).지금도 그대로 부른다. 이 주에 속한 현은 하나이다.

- 本刀良縣(본도량현) => 道安縣(도안현) => 今中牟縣(금중모현)

- 置歃良州(치삽량주) => 良州(량주/양주). 이 주에 속한 현은 하나이다.

- 本居知火縣(본거지화현) => 巘陽縣(헌양현). 지금도 그대로 부른다.

- 古金官國(고금관국)/가락국(伽落國)/가야(伽耶) => 金海小京(김해소경) => 今金州(금김주)

- 本屈自郡(본굴자군) => 義安郡(의안군). 지금도 그대로 부른다. 이 군에 속한 현은 셋이다.

- 本漆吐縣(본칠토현) => 漆隄縣(칠제현) => 今漆園縣(금칠원현)
- 本骨浦縣(본골포현) => 合浦縣(합포현).지금도 그대로 부른다.
- 本熊只縣(본웅지현) => 熊神縣(웅신현).지금도 그대로 부른다.

- 本推火郡(본추화군) => 密城郡(밀성군).지금도 그대로 부른다. 이 군에 속한 현은 다섯이다.

- 本西火縣(본서화현) => 尙藥縣(상약현) => 今靈山縣(금령산현/영산현)
- 本推浦縣(본추포현)/죽산(竹山) => 密津縣(밀진현). 지금은 위치가 분명치 않다.(今未詳(금미상))
- 本烏也山縣(본오야산현)/구도(仇道)/오례산(烏禮山) => 烏丘山縣(오구산현). 지금은 청도군(淸道郡)에 병합되었다.
- 本驚山縣(본경산현) => 荊山縣(형산현). 지금은 청도군(淸道郡)에 병합되었다.
- 本率已山縣(본솔이산현) => 蘇山縣(소산현). 지금은 청도군(淸道郡)에 병합되었다.

- 本比自火郡(본비자화군)/비사벌(比斯伐) => 下州(하주) => 火王郡(화왕군) => 今昌寧郡(금창영군/창녕군). 이 군에 속한 현은 하나이다.

- 本推良火縣(본추량화현)/삼량화(三良火) => 玄驍縣(현효현) => 今玄豐縣(금현풍현)

- 本喟火郡(본위화군) => 壽昌郡(수창군) => 今壽城郡(금수성군). 이 군에 속한 현은 넷이다.

- 本達句火縣(본달구화현) => 大丘縣(대구현). 지금도 그대로 부른다.
- 本八居里縣(본팔거리현)/북치장리(北耻長里)/인리(仁里) => 八里縣(팔리현) => 今八居縣(금팔거현)
- 本多斯只縣(본다사지현)/답지(沓只) => 河濱縣(하빈현). 지금도 그대로 부른다.
- 本舌火縣(본설화현) => 花園縣(화원현).지금도 그대로 부른다.

- 압량(押梁)/압독(押督)[1] → 獐山郡(장산군). 이 군에 속한 현은 셋이다.

- 雉省火縣(치성화현)/美里(미리) → 解顔縣(해안현) → 仇史部曲(구사부곡)
- 奴斯火縣(노사화현) → 慈仁縣(자인현) .지금도 그대로 부른다.

- 本切也火郡(본절야화군) => 臨皐郡(림고군/임고군) => 今永州(금영주). 이 군에 속한 현은 다섯이다.

- 長鎭縣(장진현). 지금의 죽장이부곡(竹長伊部曲)이다.
- 골화(骨火) => 臨川縣(림천현/임천현).지금은 영주(永州)에 병합되었다.
- 本刀冬火縣(본도동화현) => 道同縣(도동현).지금은 영주(永州)에 병합되었다.
- 本史丁火縣(본사정화현) => 新寧縣(신령현/신영현).지금도 그대로 부른다.
- 本買熱次縣(본매열차현) => 黽白縣(민백현).지금은 신령현(新寧縣)에 병합되었다.

- 本居漆山郡(본거칠산군) => 東萊郡(동래군).지금도 그대로 부른다. 이 군에 속한 현은 둘이다.

- 本大甑縣(본대증현) => 東平縣(동평현).지금도 그대로 부른다.
- 本甲火良谷縣(본갑화량곡현) => 機張縣(기장현).지금도 그대로 부른다.

- 本生西良郡(본생서량군) => 東安郡(동안군).지금은 경주(慶州)에 병합되었다.이 군에 속한 현은 하나이다.

- 本于火縣(본우화현) => 虞風縣(우풍현).지금은 울주(蔚州)에 병합되었다.

- 本毛火郡(본모화군)/문화(蚊化) => 臨關郡(림관군/임관군).지금은 경주(慶州)에 병합되었다.이 군에 속한 현은 둘이다.

- 本栗浦縣(본율포현) => 東津縣(동진현). 지금은 울주(蔚州)에 병합되었다.
- 屈阿火村(굴아화촌) => 河曲縣(하곡현). 지금의 울주(蔚州)이다.

- 本退火郡(본퇴화군) => 義昌郡(의창군) => 今興海郡(금흥해군).이 군에 속한 현은 여섯이다.

- 本比火縣(본비화현) => 安康縣(안강현). 지금도 그대로 부른다.
- 本只沓縣(본지답현) => 鬐立縣(기립현) => 今長鬐縣(금장기현)
- 本東仍音縣(본동잉음현) => 神光縣(신광현).지금도 그대로 부른다.
- 本斤烏支縣(본근오지현) => 臨汀縣(림정현/임정현) => 今迎日縣(금영일현)
- 本芼兮縣(본모혜현)/화계(化雞) => 杞溪縣(기계현).지금도 그대로 부른다.
- 음즙벌국(音汁伐國) => 音汁火縣(음즙화현).지금은 안강현(安康縣)에 병합되었다.

- 구도성경內(仇刀城境內): 솔이산성(率伊山城)/경산성(驚山城), 가산현(茄山縣), 오도산성(烏刀山城)  => 大城郡(대성군).지금은 청도군(淸道郡)에 병합되었다.

- 本惡支縣(본악지현) => 約章縣(약장현).지금은 경주(慶州)에 병합되었다.
- 本毛只停(본모지정) => 東畿停(동기정).지금은 경주(慶州)에 병합되었다.

- 本西兄山郡(본서형산군) => 商城郡(상성군).지금은 경주(慶州)에 병합되었다.

- 本道品兮停(본도품혜정) => 南畿停(남기정).지금은 경주(慶州)에 병합되었다.
- 本根乃停(본근내정) => 中畿停(중기정).지금은 경주(慶州)에 병합되었다.
- 本豆良彌知停(본두량미지정) => 西畿停(서기정).지금은 경주(慶州)에 병합되었다.
- 本雨谷停(본우곡정) => 北畿停(북기정).지금은 경주(慶州)에 병합되었다.
- 本官阿良支停(본관아량지정)/북아량(北阿良) => 莫耶停(막야정).지금은 경주(慶州)에 병합되었다.

- 康州(강주) => 今晉州(금진주).이 주에 속한 현은 둘이다.

- 本加主火縣(본가주화현) => 嘉壽縣(가수현). 지금도 그대로 부른다.
- 屈村縣(굴촌현). 지금 분명치 않다 (今未詳).

- 전야산군 (轉也山郡) => 南海郡(남해군).지금도 그대로 부른다.이 군에 속한 현은 둘이다.

- 本內浦縣(본내포현) => 蘭浦縣(란포현/난포현).지금도 그대로 부른다.
- 本平西山縣(본평서산현)/서평(西平) => 平山縣(평산현). 지금도 그대로 부른다

- 本韓多沙郡(본한다사군) => 河東郡(하동군).지금도 그대로 부른다. 이 군에 속한 현은 셋이다.

- 省良縣(성량현) => 今金良部(금김량부)
- 本小多沙縣(본소다사현) => 嶽陽縣(악양현).지금도 그대로 부른다.
- 本浦村縣(본포촌현) => 河邑縣(하읍현). 지금은 위치가 분명치 않다(今未詳).

- 本古自郡(본고자군) => 固城郡(고성군). 지금도 그대로 부른다. 이 군에 속한 현은 셋이다.

- 蚊火良縣(문화량현). 지금 분명치 않다(今未詳).
- 本史勿縣(본사물현) => 泗水縣(사수현) => 今泗州(금사주)
- 本一善縣(본일선현) => 尙善縣(상선현) => 今永善縣(금영선현)

- 아시량국(阿尸良國)/阿那加耶(아나가야) => 咸安郡(함안군).지금도 그대로 부른다. 이 군에 속한 현은 둘이다.

- 本召彡縣(본소삼현) => 玄武縣(현무현).지금의 소삼 부곡(召彡部曲)이다.
- 本獐含縣(본장함현) => 宜寧縣(의영현).지금도 그대로 부른다.

- 裳郡(상군) => 巨濟郡(거제군).지금도 그대로 부른다. 이 군에 속한 현은 셋이다.

- 本巨老縣(본거로현) => 鵝洲縣(아주현).지금도 그대로 부른다.
- 本買珍伊縣(본매진이현) => 溟珍縣(명진현). 지금도 그대로 부른다.
- 本松邊縣(본송변현) => 南垂縣(남수현).지금은 다시 옛 이름으로 회복되었다.

- 本闕支郡(본궐지군) => 闕城郡(궐성군) => 今江城縣(금강성현).이 군에 속한 현은 둘이다.

- 本赤村縣(본적촌현) => 丹邑縣(단읍현) => 今丹溪縣(금단계현)
- 本知品川縣(본지품천현) => 山陰縣(산음현). 지금도 그대로 부른다.

- 本速含郡(본속함군) => 天嶺郡(천령군) => 今咸陽郡(금함양군). 이 군에 속한 현은 둘이다.

- 本母山縣(본모산현)/아영성(阿英城)/아막성(阿莫城) => 雲峰縣(운봉현). 지금도 그대로 부른다.
- 本馬利縣(본마리현) => 利安縣(리안현/이안현). 지금도 그대로 부른다.

- 本居烈郡(본거렬군)/居陁(거타) => 居昌郡(거창군).지금도 그대로 부른다. 이 군에 속한 현은 둘이다.

- 本南內縣(본남내현) => 餘善縣(여선현) => 今感陰縣(금감음현)
- 本加召縣(본가소현) => 咸陰縣(함음현). 지금은 옛 이름으로 회복되었다.

- 本大加耶國(본대가야국)/內珍朱智(내진주지) => 大加耶郡(대가야군) => 高靈郡(고령군).지금도 그대로 부른다. 이 군에 속한 현은 둘이다.

- 本赤火縣(본적화현) => 冶爐縣(야로현). 지금도 그대로 부른다.
- 本加尸兮縣(본가시혜현) => 新復縣(신부현). 지금은 위치가 분명치 않다(今未詳).

- 本大良州郡(본대량주군) => 江陽郡(강양군) => 今陜州(금합주). 이 군에 속한 현은 셋이다.

- 本三支縣(본삼지현)/麻杖(마장) => 三岐縣(삼기현).지금도 그대로 부른다.
- 本草八兮縣(본초팔혜현) => 八谿縣(팔계현) => 今草谿縣(금초계현)
- 本辛尒縣(본신이현)/朱烏村(주오촌)/泉州縣(천주현) => 宜桑縣(의상현) => 今新繁縣(금신번현)

- 本一利郡(본일리군)/里山郡(리산군) => 星山郡(성산군) => 今加利縣(금가리현).이 군에 속한 현은 넷이다.

- 本斯同火縣(본사동화현) => 壽同縣(수동현).지금은 위치가 분명치 않다(今未詳).
- 本大木縣(본대목현) => 谿子縣(계자현) => 今若木縣(금약목현)
- 本本彼縣(본본피현) => 新安縣(신안현) => 今京山府(금경산부)
- 本狄山縣(본적산현) => 都山縣(도산현). 지금은 위치가 분명치 않다(今未詳).

## 고구려
고구려는 종래의 부족 단위와 관계없는 5부를 행정구역으로 삼았다.

## 백제
백제의 5주 [웅주(熊州); 西原京(서원경); 木州(목주); 완산주(完山州); 무진주(武珍州)] , 39 군, 103현은 모두 147개소이다. 三國史記卷第三十六~第三十六
- 置都督(치도독) => 熊州(웅주)/熊川州(웅천주) => 公州(공주) 이 주에 속한 현은 둘이다:

- 熱也山縣(본백제열야산현)=> 尼山縣(니산현). 지금도 그대(이산현)로 부른다
- 伐音支縣(본백제벌음지현)=> 淸音縣(청음현)=>新豐縣(신풍현)

- 西原京(서원경)=>西原小京(서원소경)=>西原京(서원경)=>淸州(청주)

- 大木岳郡(본백제대목악군)=> 大麓郡(대록군)=> 木州(목주). 이 주에 속한 현은 둘이다:

- 甘買縣/其買縣(본백제감매현/기매현)=> 馴雉縣(순치현)=>豐歲縣(풍세현)
- 仇知縣(본백제구지현)=> 金池縣(금지현)=>全義縣(전의현)

- 嘉林郡(본백제가림군)=> 加林郡(가림군)=> 嘉林郡(가림군).이 군에 속한 현은 둘이다.

- 馬山縣 (마산현)=>馬山縣(마산현)
- 大山縣(본백제대산현)=> 翰山縣(한산현)=>鴻山縣(홍산현)

- 舌林郡(본백제설림군)=> 西林郡(서림군).이 군에 속한 현은 둘이다.

- 寺浦縣(본백제사포현)=> 藍浦縣(람포현)
- 比衆縣(본백제비중현)=> 庇仁縣(비인현)

- 馬尸山郡(본백제마시산군) => 伊山郡(이산군).이 군에 속한 현은 둘이다.

- 牛見縣(본백제우견현)=> 目牛縣(목우현).지금은 위치가 분명치 않다(今未詳).
- 今勿縣(본백제금물현)=> 今武縣(금무현)=>德豐縣(덕풍현)

- 槥郡/構郡(본백제혜군/구군)) => 槥城郡(혜성군). 이 군에 속한 현은 셋이다.

- 伐首只縣(본백제벌수지현) => 唐津縣(당진현)
- 餘村縣(본백제여촌현) => 餘邑縣(여읍현)=> 餘美縣(여미현)
- 沙平縣(본백제사평현)=> 新平縣(신평현)

- 所夫里郡(본백제소부리군) => 扶餘郡(부여군). 이 군에 속한 현은 둘이다.

- 珍惡山縣(본백제진오산/진악산현) => 石山縣(석산현) => 石城縣(석성현)
- 悅已縣(본백제열이현) => 悅城縣(열성현) => 定山縣(정산현)

- 任存城(본백제임존성) => 任城郡(임성군) => 大興郡(대흥군).이 군에 속한 현은 둘이다.

- 古良夫里縣(본백제고량부리현) => 靑正縣(청정현) => 靑陽縣(청양현)
- 烏山縣(본백제오산현) => 孤山縣(고산현) => 禮山縣(례산현)

- 黃等也山郡(본백제황등야산군)=> 黃山郡(황산군) => 連山縣(련산현). 이 군에 속한 현은 둘이다.

- 眞峴縣(본백제진현현) => 鎭嶺縣(진령현) => 鎭岑縣(진잠현)
- □□縣(본백제□□현) =>珍同縣(진동현)

- 雨述郡(본백제우술군) => 比豐郡(비풍군) => 懷德郡(회덕군). 이 군에 속한 현은 둘이다.

- 奴斯只縣(본백제노사지현) => 儒城縣(유성현)
- 所比浦縣(본백제소비포현) => 赤鳥縣(적조현) => 德津縣(덕진현)

- 結已郡(본백제결이군)=> 潔城郡(결성군).이 군에 속한 현은 둘이다.

- 新村縣(본백제신촌현)=> 新邑縣(신읍현) => 保寧縣(보녕현/보령현)
- 沙尸良縣(본백제사시량현) => 新良縣(신량현) => 黎陽縣(려양현/여양현)

- 一牟山郡(본백제일모산군) => 燕山郡(연산군). 이 군에 속한 현은 둘이다.

- 豆仍只縣(본백제두잉지현) => 燕岐縣(연기현)
- 未谷縣(본백제미곡현) => 昧谷縣(매곡현) =>懷仁縣(회인현)

- 基郡(본백제기군) => 富城郡(부성군).이 군에 속한 현은 둘이다.

- 省大兮縣(본백제성대혜현) => 蘇泰縣(소태현)
- 知六縣(본백제지육현) => 地育縣(지육현) => 北谷縣(북곡현)

- □□郡(본백제□□군) => 湯井郡(탕정군) => 溫水郡(온수군). 이 군에 속한 현은 둘이다.

- 牙述縣(본백제아술현) => 陰峯縣(음봉현) => 牙州(아주)
- 屈直縣(본백제굴직현) => 祁梁縣(기량현) => 新昌縣(신창현)

- 完山(본백제완산) => 完山州 => 全州(전주). 이 주에 속한 현은 셋이다.

- 豆伊縣(본백제두이현) => 杜城縣(두성현) => 伊城縣(이성현)
- 仇知只山縣/仇智山縣(본백제구지지산/구지산현) => 金溝縣(금구현)
- 高山縣(본백제고산현) => 高山縣(고산현)

- 古龍郡(본백제고룡군) => 小京(소경) => 南原小京(남원소경) => 南原府(금남원부)

- 大尸山郡(본백제대시산군) => 大山郡(대산군) => 泰山郡(금태산군). 이 군에 속한 현은 셋이다.

- 井村(본백제정촌) => 井邑縣(정읍현)
- 賓屈縣(본백제빈굴현) => 斌城縣(빈성현) => 仁義縣(인의현)
- 也西伊縣(본백제야서이현) => 野西縣(야서현) => 巨野縣(거야현)

- 古眇夫里郡/古沙夫里郡 (본백제고묘부리/고사부리군) => 古阜郡(고부군). 이 군에 속한 현은 셋이다.

- 皆火縣(본백제개화현) => 扶寧縣(부녕현/부령현)
- 欣良買縣(본백제흔량매현) => 喜安縣(희안현) => 保安縣(보안현)
- 上柒縣(본백제상칠현) => 尙質縣(상질현)

- 進仍乙郡(본백제진잉을군) => 進禮郡(진예군/진례군). 이 군에 속한 현은 셋이다.

- 豆尸伊縣(본백제두시이현) => 伊城縣(이성현) => 富利縣(부리현)
- 勿居縣(본백제물거현) => 淸渠縣(청거현)
- 赤川縣(본백제적천현) => 丹川縣(단천현) => 朱溪縣(주계현)

- 德近郡(본백제덕근군) => 德殷郡(덕은군) => 德恩郡(덕은군). 이 군에 속한 현은 셋이다.

- 加知奈縣/加乙乃(본백제가지내/가을내현) => 市津縣(시진현)
- 只良肖縣(본백제지량초현) => 礪良縣(여량현)
- 只伐只縣(본백제지벌지현) => 雲梯縣(운제현)

- 屎山郡(본백제시산군) => 臨陂郡(림피군/임피군). 이 군에 속한 현은 셋이다.

- 甘勿阿縣(본백제감물아현) => 咸悅縣(함열현)
- 馬西良縣(본백제마서량현) => 沃溝縣(옥구현)
- 夫夫里縣(본백제부부리현) => 澮尾縣(회미현)

- 碧骨縣(본백제벽골현) => 金堤郡(금제군). 이 군에 속한 현은 넷이다.

- 豆乃山縣(본백제두내산현) => 萬頃縣(만경현)
- 首冬山縣(본백제수동산현) => 平皐縣(평고현)
- 乃利阿縣(본백제내리아현) => 利城縣(리성현/이성현)
- 武斤村縣(본백제무근촌현) => 武邑縣(무읍현) => 富潤縣(부윤현)

- 道實郡(본백제도실군) => 淳化郡(순화군) => 淳昌縣(순창현). 이 군에 속한 현은 둘이다.

- 礫坪縣(본백제력평현/역평현) => 磧城縣(적성현)
- 堗坪縣(본백제돌평현) => 九皐縣(구고현)

- 金馬渚郡(본백제금마저군) => 金馬郡(금마군). 이 군에 속한 현은 셋이다.

- 所力只縣(본백제소력지현) => 沃野縣(옥야현)
- 閼也山縣(본백제알야산현) => 野山縣(야산현) => 朗山縣(랑산현)
- 于召渚縣/干召渚縣(본백제우소저현/간소저현) => 紆洲縣(우주현) => 紆州(우주)

- 伯伊郡/伯海郡(본백제백이군/백해군) => 壁谿郡(벽계군) => 長溪縣(장계현). 이 군에 속한 현은 둘이다.

- 難珍阿縣(본백제난진아현) => 鎭安縣(진안현)
- 雨坪縣(본백제우평현) => 高澤縣(고택현) => 長水縣(장수현)

- 任實郡(본백제임실군) => 任實郡(임실군). 이 군에 속한 현은 둘이다.

- 馬突/馬珍縣(본백제마돌/마진현) => 馬靈縣(마영현/마령현)
- 居斯勿縣(본백제거사물현) => 靑雄縣(청웅현) => 巨寧縣(거녕현)

- 武州(무주): 원래 백제의 땅(地)인데, 신문왕(神文王) 6년에 무진주/노지(武珍州/奴只)로 만들었고. 경덕왕(景德王)이 무주로 개칭한 것으로서. 지금의 광주광역시(光州)이다.  이 주에 속한 현은 셋이다.

- 未冬夫里縣(본백제미동부리현) => 玄雄縣(현웅현) => 南平郡(남평군)
- 伏龍縣(본백제복룡현) => 龍山縣(룡산현/용산현). 지금은 옛 명칭으로 회복되었다 (今復故).
- 屈支縣(본백제굴지현) => 祁陽縣(기양현) => 昌平縣(창평현)

- 分嵯郡/夫沙(본백제분차군/부사) => 分嶺郡(분령군) => 樂安都(락안도/낙안군). 이 군에 속한 현은 넷이다.

- 助助禮縣(본백제조조례현) => 忠烈縣(충렬현) => 南陽縣(남양현)
- 冬老縣(본백제동노현/동로현) => 兆陽縣(조양현)
- 豆肹縣(본백제두힐현) => 薑原縣(강원현) => 荳原縣(두원현)
- 比史縣(본백제비사현) => 栢舟縣(백주현) => 泰江縣(태강현)

- 伏忽郡(본백제복홀군) => 寶城郡(보성군). 이 군에 속한 현은 넷이다.

- 馬斯良縣(본백제마사량현) => 代勞縣(대로현) => 會寧縣(회녕현/회령현)
- 季川縣(본백제계천현) => 季水縣(계수현) => 長澤縣(장택현)
- 烏次縣(본백제오차현) => 烏兒縣(오아현) => 定安縣(정안현)
- 古馬旀知縣/古馬未知縣(본백제고마며지현/고마미지현) => 馬邑縣(마읍현) => 遂寧縣(수녕현/수령현)

- 秋子兮郡(본백제추자혜군) => 秋成郡(추성군) => 潭陽郡(담양군). 이 군에 속한 현은 둘이다.

- 菓支縣(본백제과지현) => 玉菓縣(옥과현)
- 栗支縣(본백제율지현) => 栗原縣(율원현) => 原栗縣(원율현)

- 月奈郡(본백제월내군/월나군) => 靈巖郡(영암군)

- 半奈夫里縣(본백제반내부리현/반나부리현) => 潘南郡(반남군). 이 군에 속한 현은 둘이다.

- 阿老谷縣(본백제아로곡현) => 野老縣(야로현) => 安老縣(안로현)
- 古彌縣(본백제고미현) => 昆湄縣(곤미현)

- 古尸伊縣(본백제고시이현) => 岬城郡(갑성군) => 長城郡(장성군). 이 군에 속한 현은 둘이다.

- 丘斯珍兮縣(본백제구사진혜현) => 珍原縣(진원현)
- 所非兮縣(본백제소비혜현) => 森溪縣(삼계현)

- 武尸伊郡(본백제무시이군) => 武靈郡(무령군) => 靈光郡(령광군/영광군). 이 군에 속한 현은 셋이다.

- 上老縣(본백제상로현/상노현) => 長沙縣(장사현)
- 毛良夫里縣(본백제모량부리현) => 高敞縣(고창현)
- 松彌知縣(본백제송미지현) => 茂松縣(무송현)

- 欿平郡/武平(본백제감평군/무평) => 昇平郡(승평군). 이 군에 속한 현은 셋이다.

- 猿村縣(본백제원촌현) => 海邑縣(해읍현) => 麗水縣(려수현/여수현)
- 馬老縣(본백제마로현) => 晞陽縣(희양현) => 光陽縣(광양현)
- 突山縣(본백제돌산현) => 廬山縣(려산현/여산현). 지금은 옛 명칭으로 회복되었다 (今復故).

- 欲乃郡(본백제욕내군) => 谷城郡(곡성군). 이 군에 속한 현은 셋이다.

- 遁支縣(본백제둔지현) => 富有縣(부유현)
- 仇次禮縣(본백제구차례현) => 求禮縣(구례현)
- 豆夫只縣(본백제두부지현) => 同福縣(동복현)

- 尒陵夫里郡/仁夫里/竹樹夫里(본백제이릉부리/인부리/죽수부리군) => 陵城郡(릉성군/능성군). 이 군에 속한 현은 둘이다.

- 波夫里郡(본백제파부리군) => 富里縣(부리현) => 福城縣(복성현)
- 仍利阿縣/海濱(본백제잉리아현/해빈) => 汝湄縣(여미현) => 和順縣(화순현)

- 發羅郡(본백제발라군) => 錦山郡(금산군) => 羅州牧(라주목/나주목). 이 군에 속한 현은 셋이다.

- 豆肹縣(본백제두힐현) => 會津縣(회진현)
- 實於山縣(본백제실어산현) => 鐵冶縣(철야현)
- 水川縣/水入伊(본백제수천현/수입이) => 艅艎縣(여황현)

- 道武郡(본백제도무군) => 陽武郡(양무군) => 道康郡(도강군). 이 군에 속한 현은 넷이다.

- 古西伊縣(본백제고서이현) => 固安縣(고안현) => 竹山縣(죽산현)
- 冬音縣(본백제동음현) => 耽津縣(탐진현)
- 塞琴縣/捉濱(본백제색금현/착빈) => 浸溟縣(침명현) => 海南縣(해남현)
- 黃述縣(본백제황술현) => 黃原縣(황원현)

- 勿阿兮郡(본백제물아혜군) => 務安郡(무안군). 이 군에 속한 현은 넷이다.

- 屈乃縣(본백제굴내현) => 咸豐縣(함풍현)
- 多只縣(본백제다지현) => 多岐縣(다기현) => 牟平縣(모평현)
- 道際縣/陰海(본백제도제현/음해) => 海際縣(해제현)
- 因珍島郡(본백제인진도군) => 珍島縣(진도현), 바다 섬이다.

- 徒山縣/猿山(본백제도산현/원산) => 牢山郡(뢰산군/노산군) => 嘉興縣(금가흥현). 이 군에 속한 현은 첨탐현 하나이다. 바다 섬이다.

- 買仇里縣(본백제매구리현) => 瞻耽縣(첨탐현) => 臨淮縣(림회현/임회현).바다 섬이다.

- 阿次山縣(본백제아차산현) => 壓海郡(압해군). 이 군에 속한 현은 셋이다.

- 阿老縣/葛草縣/阿老/谷野(본백제아로현/갈초현/아로/곡야) => 碣島縣(갈도현) => 六昌縣(육창현)
- 古祿只縣/開要(본백제고록지현/개요) => 鹽海縣(염해현) => 臨淄縣(림치현/임치현)
- 居知山縣/安陵(본백제거지산현/안릉) => 安波縣(안파현) => 長山縣(장산현)

- 奈已郡(내이군/나이군)